# ستيف وايت (لاعب كرة قدم أمريكية)
ستيف وايت (بالإنجليزية: Steve White)‏ هو لاعب كرة قدم أمريكية أمريكي، ولد في 25 أكتوبر 1973 في ممفيس في الولايات المتحدة.

## وصلات خارجية
- ستيف وايت على موقع مرجع كرة القدم المحترفة.كوم (الإنجليزية)